# أوقستي ريفيير
أوقستي ريفيير (بالفرنسية: Auguste Rivière)‏ هو عالم نبات فرنسي، ولد في 8 يناير 1821 في غرونوبل في فرنسا، وتوفي في 14 أبريل 1877 في باريس في فرنسا.